# Salvador Dijols
Salvador Dijols Ocasio (Ponce, 11 novembre 1938 – Río Piedras, 25 agosto 2010) è stato un cestista portoricano.

## Carriera
Con Porto Rico ha disputato due edizioni dei Campionati del mondo (1959, 1963) e due dei Giochi panamericani (Chicago 1959 e San Paolo 1963).